# Palazzo Vivarelli Colonna
Palazzo Vivarelli Colonna, così chiamato dal nome degli ultimi proprietari, si trova in via Ghibellina 30, angolo via delle Conce 28, a Firenze ed è il risultato di successive aggregazioni di singole unità immobiliari.

## Storia

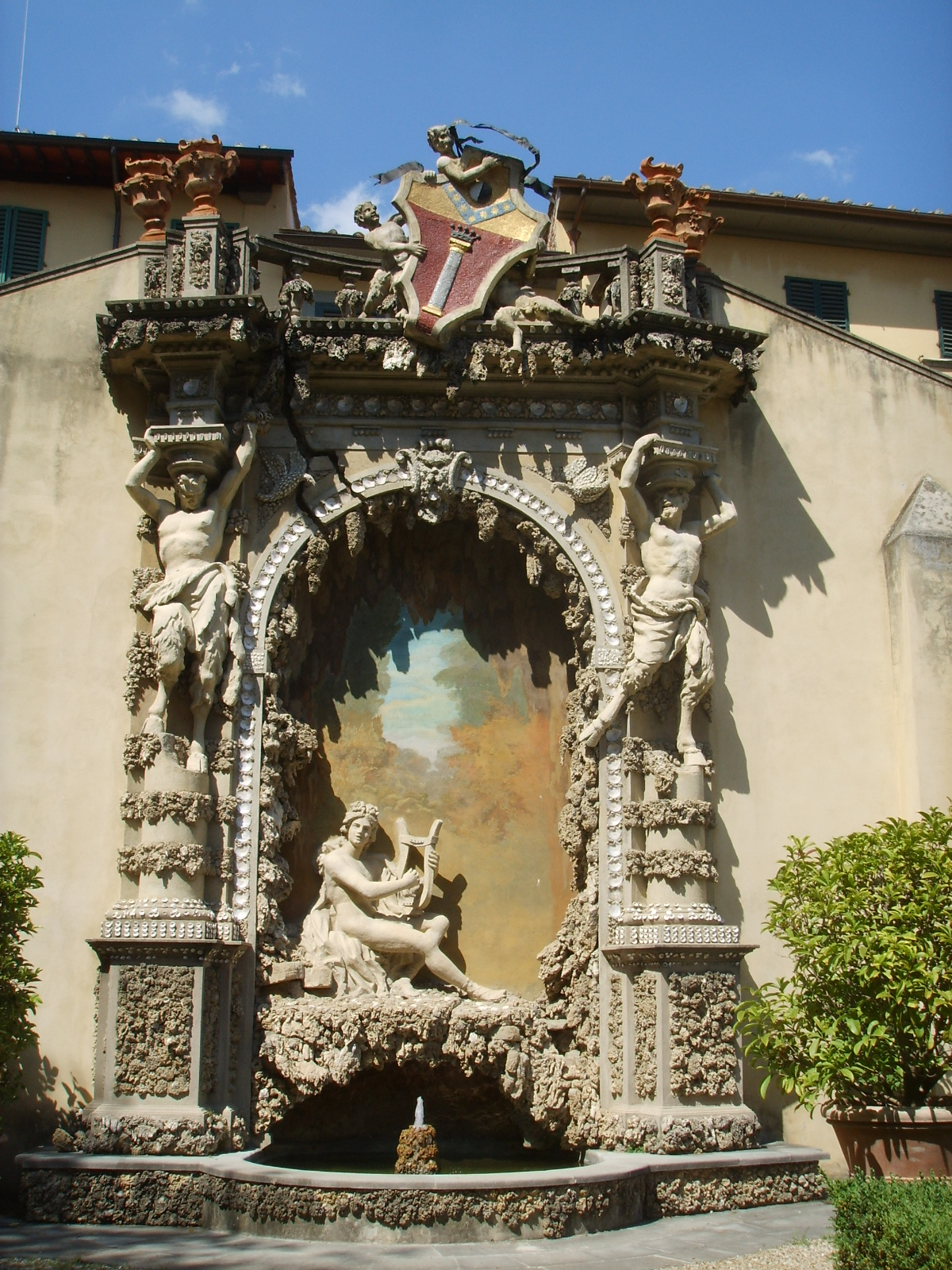
La fontana a muro nel giardino

Le prime notizie sul palazzo si hanno a partire dal XV secolo quando era di proprietà della famiglia Granacci, in una zona non lontana dalle mura caratterizzata prevalentemente da orti e terre lavorate. Dal 1561 fu proprietà dei Gabburri, che lo ingrandirono acquistando edifici confinanti fino a che, con Francesco Maria Niccolò Gabburri, a partire dal 1701, si promossero imponenti lavori per la realizzazione di un unico grande edificio a definire la cantonata tra via delle Conce e via Ghibellina, dove si sviluppa l'ampia facciata principale della residenza. Abitato da questa famiglia fino alla seconda metà del Settecento, il palazzo passò per via ereditaria ai Lotteringhi Della Stufa e, ai primi dell'Ottocento (1808), fu acquistato dai Giuntini, che promossero importanti lavori sia all'esterno sia all'interno. Il banchiere Michele Giuntini, allora proprietario, commissionò ad artisti fiorentini, un importante ciclo di affreschi.
Dal 1857 al 1979 appartenne ai Vivarelli Colonna. Nello stesso anno il grande complesso, con i suoi oltre 4.000 metri quadrati di superficie, fu acquistato dal Comune di Firenze che, nel 1986, commissionò un complesso progetto di restauro poi appaltato nel 1989 (più in particolare, nell'ambito dei lavori, gli interventi alle decorazioni pittoriche interne iniziarono nel 1995, quelli al giardino nel 1998).
L'edificio ospita attualmente gli uffici di vari assessorati del Comune, tra i quali quello alla cultura, al turismo e ai musei (già nell'ex convento delle Oblate di via Sant'Egidio). Il giardino è aperto al pubblico il martedì ed il giovedì dalle ore 10 alle ore 18 da aprile ad ottobre.

## Descrizione

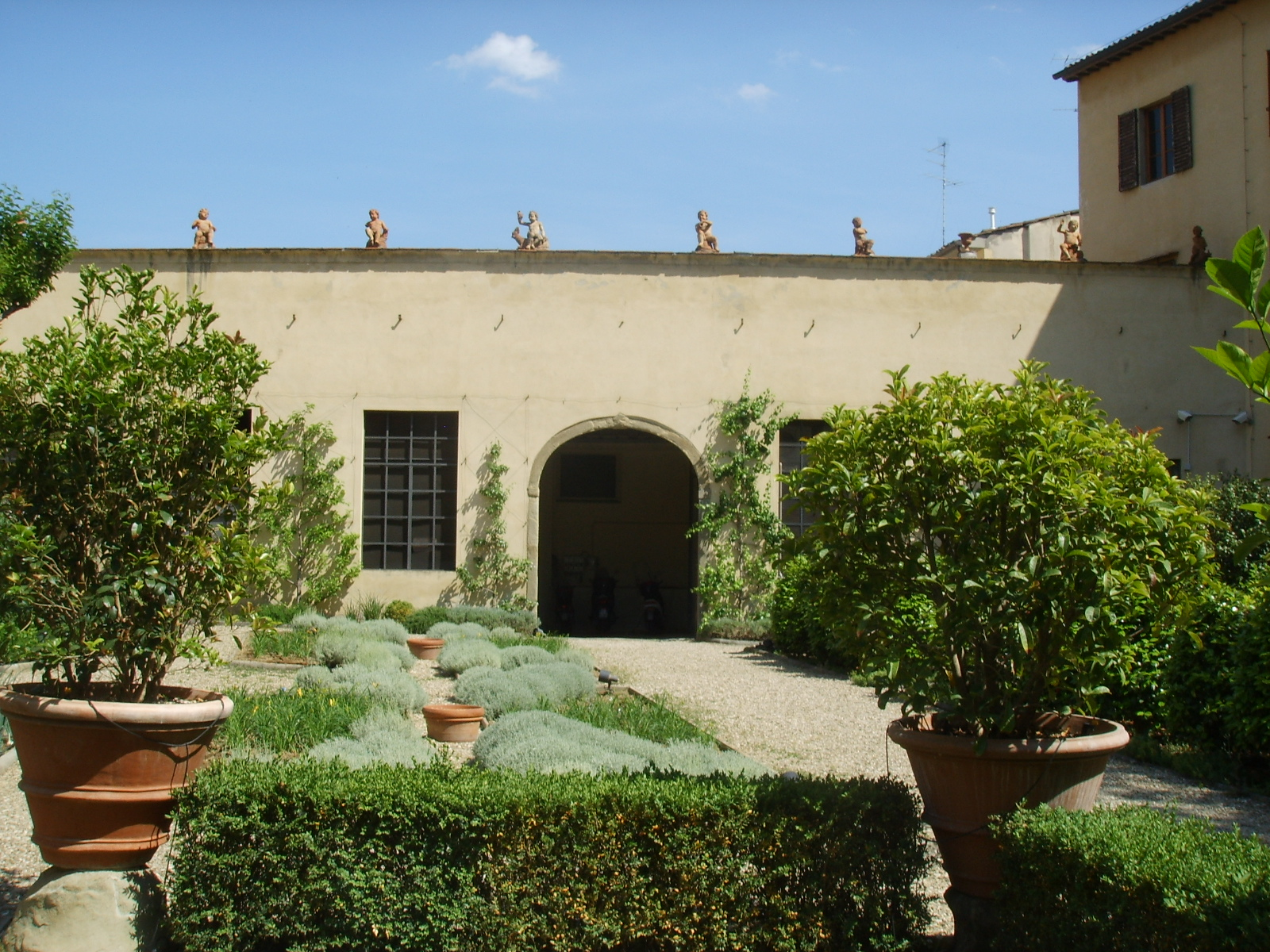
La limonaia

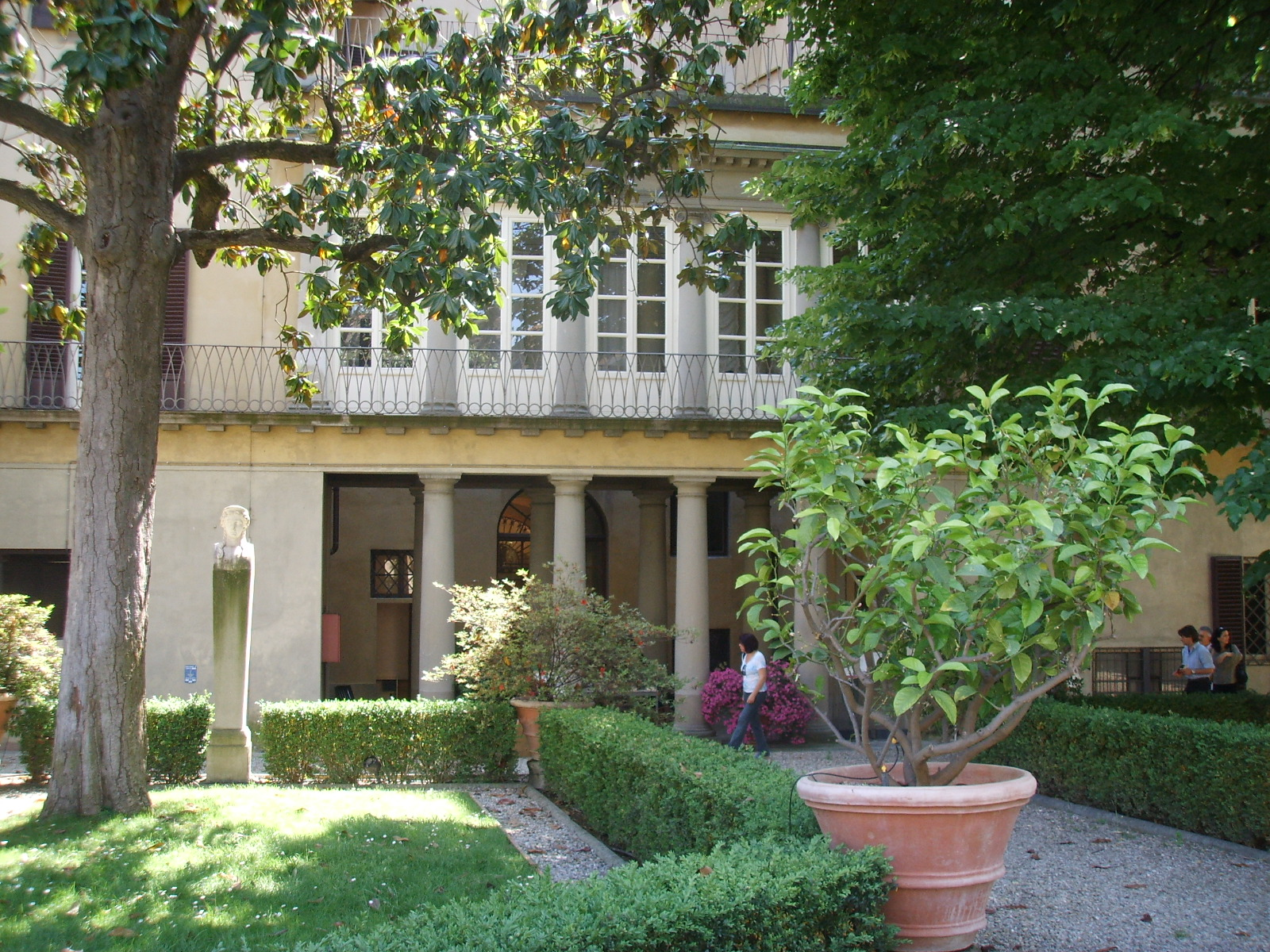
Retro del palazzo

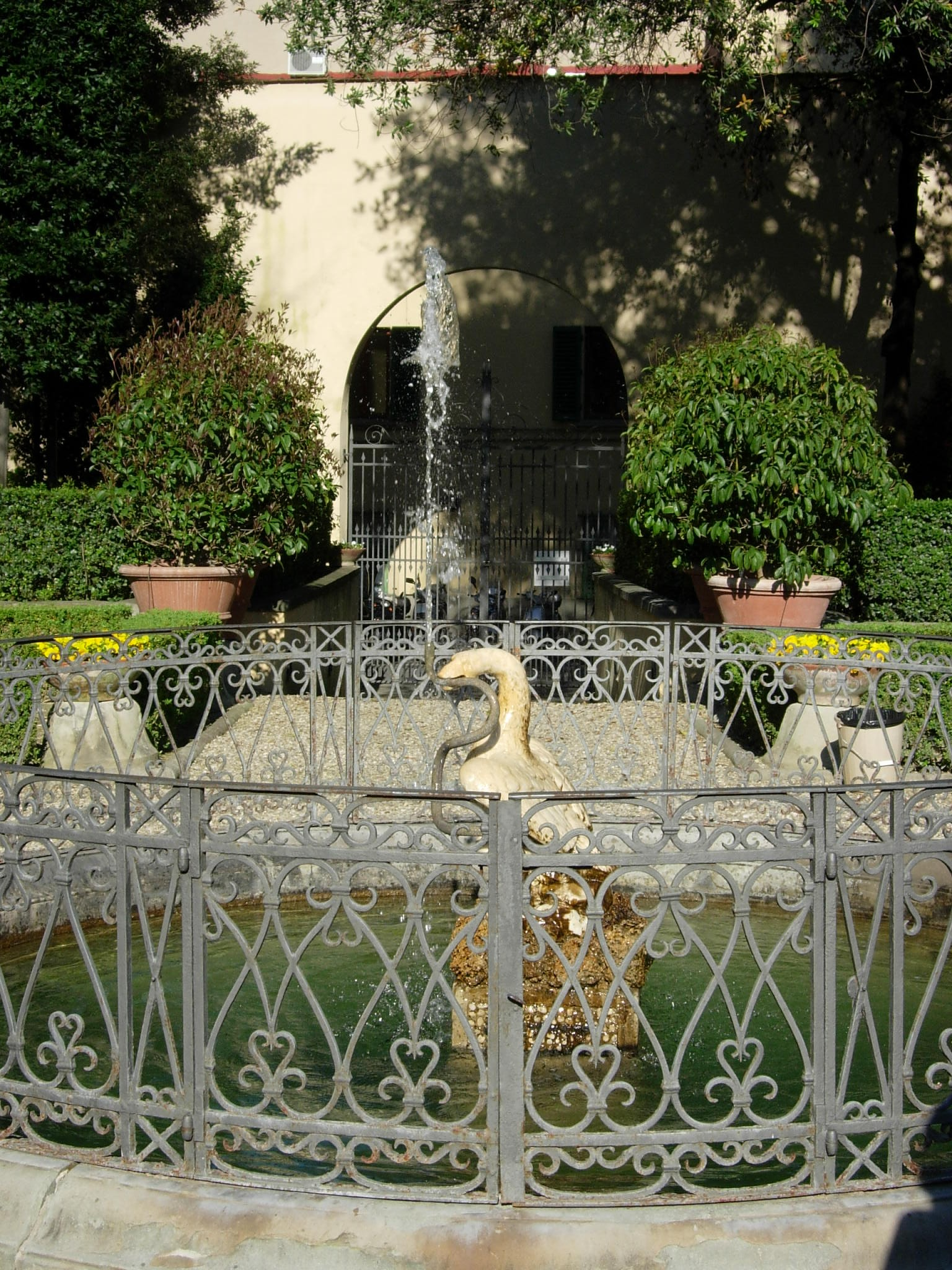
Il giardino

Il prospetto principale, intonacato, è delimitato da cantonali a bugnato. Al piano terra si aprono due portoni ad arco (uno tamponato) con fasce a bugnato piatto, e quattro finestre inginocchiate con timpano. Al primo piano si dispongono in ritmo serrato finestre con cornici a bozze lisce e frontoni curvi. Al livello superiore le finestre presentano invece semplici cornici in pietra. Sulla cantonata tra via Ghibellina e via delle Conce è un bello scudo con l'arme dei Vivarelli Colonna (troncato: nel primo d'oro, allo scaglione riverso d'azzurro, caricato di sette stelle a sei punte del campo, e sormontato da una palla partita d'argento e di nero; nel secondo di rosso, alla colonna d'argento, coronata d'oro). La letteratura segnala inoltre sul fronte principale l'arme dei Giuntini (d'azzurro, alla banda d'argento caricata di tre rose di rosso) che tuttavia non è più visibile (ma la si nota su un capitello in parte inglobato nella muratura dell'atrio di ingresso).
Gli interni (già affrescati nel primo decennio del Settecento dai più noti pittori dell'epoca quali Antonio Domenico Gabbiani, Pier Dandini, Alessandro Gherardini e Giovanni Camillo Sagrestani) si presentano ora nella veste assunta nella prima metà dell'Ottocento, ugualmente sontuosa, con al primo piano affreschi di Angiolo Angiolini, Luigi Catani, Gasparo Martellini, Giuseppe Collignon, Francesco Nenci, Giuseppe Bezzuoli.

### Il giardino
Il palazzo è corredato da un giardino all'italiana, creato da Francesco Niccolò Maria Gabburri nel primo decennio del Settecento. È composto da un prospetto principale in asse con il portale del palazzo, lungo il quale si trova una fontana circolare, decorata da una statua di cigno, e una grandiosa fontana a muro. Attorno si dispongono alcune aiuole geometriche con conche di agrumi durante la stagione calda, che vengono riposte nella limoniera in inverno. Il muro di cinta è decorato da vasi e statue. Tra le essenze qui collocate ci sono azalee, arancio amaro, limone, bosso, lentaggine, Olea fragrans.
Il boschetto di piante ad alto fusto (leccio, alloro, magnolia, pino e tiglio) è di gusto più spiccatamente romantico e risale infatti alla prima metà dell'Ottocento. In quello stesso periodo venne anche realizzata la loggetta neoclassica verso il giardino che fa da tramite tra l'ambiente interno e quello esterno.
La scenografica fontana sul muro nord è l'elemento di maggior spicco del giardino. Fu realizzata tra il 1704 e il 1708 con un complesso apparato decorativo composto da sculture, pitture, mosaici in ciottoli e composizioni di pietre spugnose, con al centro una statua di Orfeo cantore. L'architettura si deve a Giovanni Baratta, mentre lo sfondo pittorico a finte rovine è stato ridipinto recentemente, cercando di riprendere quello originale eseguito da Rinaldo Botti e da Lorenzo del Moro: essendo esposta al pieno sole proveniente da sud le pitture risultano doppiamente fragili.
La statua al centro è un Orfeo cantore; fu fatta scolpire subito dopo la morte prematura della moglie del Gabburri ed il soggetto è pervaso da un senso di malinconia. Due telamoni nelle forme di satiri ornano i lati della fontana, mentre in alto spicca lo stemma dei Vivarelli Colonna (un tempo era quello dei Gabburri) sostenuto da tre faunetti come se stessero cercando di raddrizzarlo: sono i ritratti dei tre figli del Gabburri. Le vistose crepe sull'arco della fontana sono volute e richiamano il tema delle pitture di rovine tanto popolare nel Settecento.